# Post Grad
Post Grad (titulada Sobreviviendo en la graduación en España y Recién graduada en Hispanoamérica) es una película de 2009 de comedia dirigida por Vicky Jenson y protagonizada por Alexis Bledel, Carol Burnett, Zach Gilford, Michael Keaton, Jane Lynch, y Rodrigo Santoro. Originalmente bajo el título Ticket to Ride y luego The Post-Grad Survival Guide, Amanda Bynes iba a ser protagonista de la película pero Bledel la reemplazó. La película fue estrenada el 21 de agosto de 2009.

## Sinopsis
Ryden Malby (Alexis Bledel) se gradúa en la universidad en medio de la recesión de finales de los años 2000. Ahora armada con un diploma universitario, le ha llegado el momento de buscar un pequeño apartamento y conseguir el empleo de sus sueños en la casa editorial más prestigiosa de la ciudad. Pero todo se le trunca cuando Jessica Bard (Catherine Reitman), una chica arrogante y quien fuese su némesis en la universidad, le arrebata su mayor sueño. De esta forma, Ryden no tiene otra opción que regresar con su excéntrica familia: un papá obstinado en ocuparse él mismo de los arreglos caseros (Michael Keaton), una madre con un fuerte afán por el ahorro (Jane Lynch), una abuela políticamente incorrecta  (Carol Burnett), un hermanito menor algo extraño (Bobby Coleman) y una creciente pila de solicitudes de empleo rechazadas. Poco a poco, Ryden no puede evitar sino sentir que su vida va por un camino sin porvenir. Lo único bueno es que podrá compartir más tiempo con su mejor amigo Adam (Zach Gilford) y los tropiezos con el vecino espectacular David (Rodrigo Santoro). Adam, quien tiene una solicitud para ir a Nueva York, decide renunciar por un tiempo a esto y enfocarse en ayudar a Ryden a buscarle un trabajo antes de que pierda las esperanzas con respecto a su futuro sueño de trabajar como editora de una gran editorial, pero sus aspiraciones de conseguir un empleo le cegan de notar que Adam estaba por dejar pasar una gran oportunidad de que sería en la vida con la esperanza de que un día ella sintiera por él lo mismo que está sintiendo por ella. Después de un tiempo, todo parece normalizarse en la casa de los Malby, su vecino David decide regresar a Brasil para estar con su familia, Adam se da por vencido y se va a Columbia, mientras que Ryden logra conseguir el trabajo de sus sueños, luego de que Jessica Bard, fuese despedida. Pero con el pasar del tiempo, Ryden se da cuenta de que no está muy feliz, tomando como decisión final: dejar su trabajo, al igual que su familia, para irse a vivir con Adam.

## Elenco
- Alexis Bledel como Ryden Malby.
- Zach Gilford como Adam Davies.
- Bobby Coleman como Hunter Malby.
- Carol Burnett como Maureen Malby.
- Michael Keaton como Walter Malby.
- Rodrigo Santoro como David Santiago.
- Jane Lynch como Carmella Malby.
- Catherine Reitman como Jessica Bard.
- Craig Robinson como Funeral Director.

## Taquilla
Durante la semana de apertura la película estuvo en el número 11, recaudando $2,651,996.